# 풀 타임 킬러
풀 타임 킬러(全職殺手, 전작실수, Full-Time Killer)는 홍콩에서 제작된 두기봉, 위가휘 감독의 2001년 액션, 스릴러 영화이다. 유덕화 등이 주연으로 출연하였고 유덕화 등이 제작에 참여하였다.

## 출연

### 주연
- 유덕화
- 소리마치 타카시
- 임희뢰
- 임달화

### 조연
- 임설
- 연진
- 응채아

## 제작진
- 원작자: 펑하오샹
- 미술: 장세굉